# Juan José del Solar Bardelli
Juan José del Solar Bardelli (1 de marzo de 1949[cita requerida] - 15 de marzo de 2014) fue un traductor peruano de autores en lengua alemana, fundamentalmente literarios, entre los que sobresalen Elias Canetti, Robert Walser, Ingeborg Bachmann, Hermann Hesse y Franz Kafka.
Era hijo de Juan del Solar Lostaunau y Julia Bardelli.
En 2004 fue galardonado con el Premio Nacional de Traducción de España por el conjunto de su obra. El Ministerio de Cultura le entregó también el Premio Nacional a la mejor traducción en 1995 por la Historia del Doctor Johann Fausto. En Alemania recibió asimismo el premio Hesse de traducción.